# 赵德秀
赵德秀（？—？），小字留哥，宋朝开国皇帝宋太祖赵匡胤的长子。

## 生平
生母為贺夫人。早薨。宋徽宗時追賜其名为德秀，追封滕王，諡慧。

## 兄弟
- 二弟 燕王赵德昭
- 三弟 舒王赵德林
- 四弟 秦王趙德芳